# All About Love
Pour plus de détails, voir Fiche technique et Distribution.
All About Love (得閒炒飯, Duk haan chau faan) est un film hongkongais, sorti en 2010.

## Fiche technique
- Titre original : 得閒炒飯, Duk haan chau faan
- Titre français : All About Love
- Réalisation : Ann Hui
- Scénario : Yeung Yee-shan
- Pays de production : Hong Kong
- Format : Couleurs - 35 mm - 1,85:1 - Dolby Digital
- Genre :
- Durée : 105 minutes (1 h 45)
- Date de sortie : 2010

## Distribution
- Sandra Ng Kwan Yue : Macy
- Vivian Chow : Anita
- Siu-Fai Cheung : Robert
- William Chan Wai-Ting : Mike
- Man Yee-man : Eleanor
- Jo Kuk : Waiwai
- Conroy Chan Chi-Chung : pilote
- Queenie Chu : ami d'Anita
- Yik-Man Fan : ami d'Anita
- Bo-Bo Fung : tante de Macy